# Entrèves
Entrèves (pron. fr. AFI: [ɑ̃tʁɛv] - Euntréve in patois standard, localmente Éntréve) è una frazione di Courmayeur, sito a circa 3 km dal capoluogo comunale.

## Geografia fisica

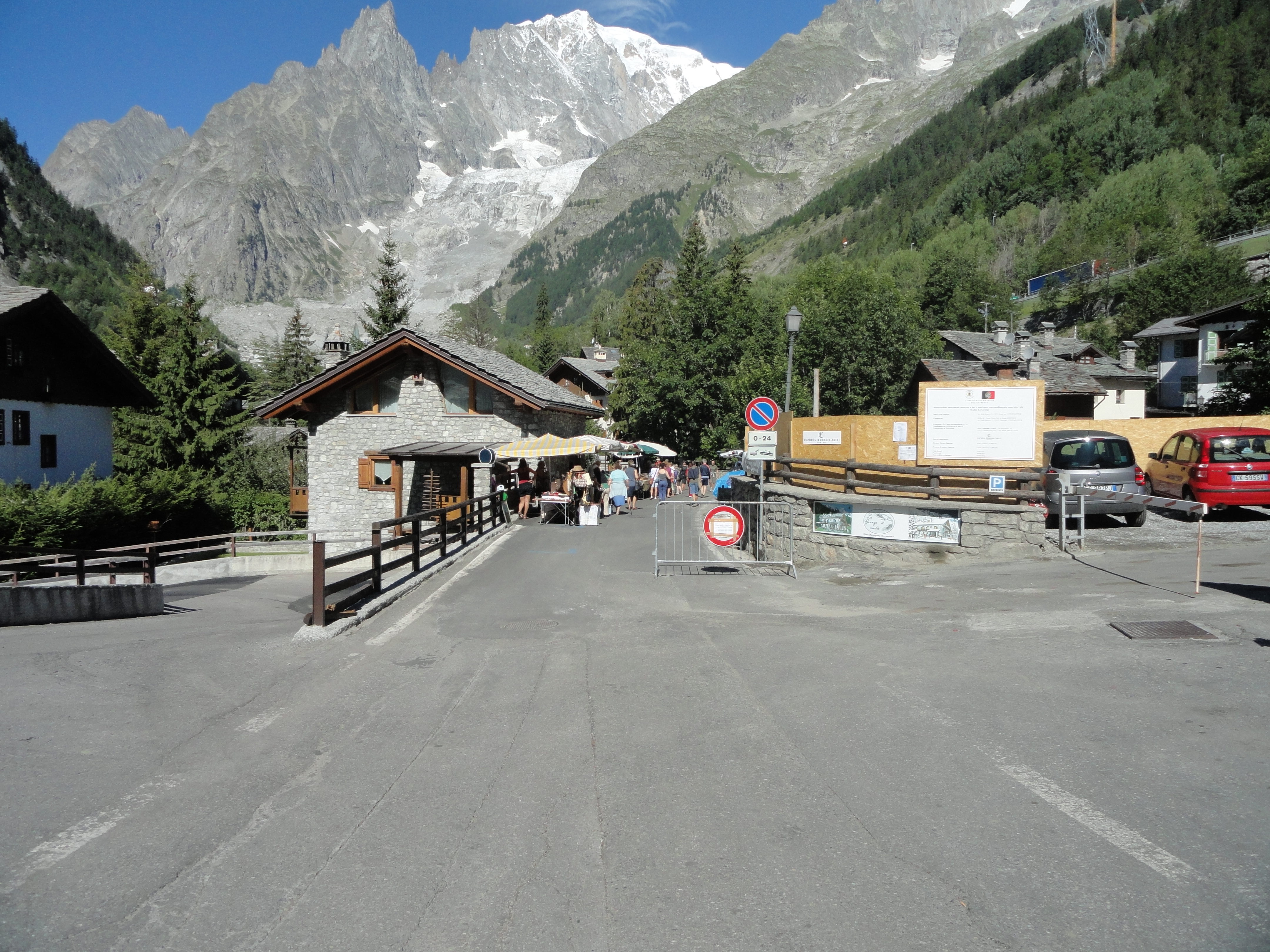
Il centro di Entrevès. Sullo sfondo il Ghiacciaio della Brenva.

Entrèves è sito ad un'altitudine di circa 1300 m alle pendici del Monte Bianco e si trova alla confluenza delle due valli che si diramano da Courmayeur: la Val Veny e la Val Ferret. È raggiungibile da Courmayeur in meno di dieci minuti di tragitto in automobile.

## Origini del nome
Il toponimo, assai diffuso in Valle d'Aosta, nella stessa forma, ma anche in altre, come per esempio per Introd, indica un luogo alla confluenza di due corsi d'acqua: dal latino Inter aquas, che significa "Tra [le] acque", dove éve in patois valdostano significa "acqua". In questo caso, le "acque" sono quelle della Dora di Vény e della Dora di Ferret, che qui confluiscono nel principale fiume valdostano, la Dora Baltea.

## Monumenti e luoghi d'interesse
Al centro di Entrèves si trova la Casaforte Passerin d'Entrèves, del 1355, che appartiene dal XVIII secolo al ramo di Courmayeur della famiglia Passerin d'Entrèves.

## Infrastrutture e trasporti
È posto quasi all'imbocco del Tunnel del Monte Bianco che unisce l'Italia alla Francia, e che sbocca, dopo 11,6 km, a Chamonix.

## Nuova funivia dei Ghiacciai
A partire dal 2011, sono iniziati ad Entrèves i lavori di costruzione di quella che è attualmente la stazione di partenza del nuovo impianto di risalita funiviario. La precedente stazione presso la Palud, infatti, a partire dal 2015, è stata messa in disuso per lasciare il posto ad una nuova, grande e moderna struttura. Il nuovo impianto, noto come Skyway Monte Bianco, è stato inaugurato il 23 giugno 2015 con il taglio del nastro effettuato dall'allora Presidente del Consiglio Matteo Renzi, e collega Entrèves a Punta Hellbronner, con una stazione intermedia a Pavillon du Mont-Fréty.